# Ecaterina Cocuța Conachi
Ecaterina Cocuța Conachi (n. 2/14 aprilie 1829, Țigănești, Moldova – d. 22 februarie/6 martie 1870, Genova, Regatul Italiei) a fost o prințesă româncă și o revoluționară. Ea este cunoscută pentru activismul ei și pentru activitatea desfășurată în favoarea unirii principatelor Moldova și Țara Românească. A murit de malarie și, conform dorinței ei, a fost înmormântată la moșia familiei de la Țigănești, județul Galați.

## Biografie
Părinții Ecaterinei Conachi au fost poetul Costache Conachi și Zulnia Conachi-Negri. Zulnia Conachi-Negri a rămas văduvă de primul soț.  Costachi Negri, politician și scriitor, a fost unul din copiii lui Conachi-Negri. La cinci ani după ce a născut-o pe Ecaterina Conachi, mama ei a murit.
La 17 ani se căsătorește cu Nicolae Vogoride împreună cu care are patru copii. Divorțează de Vogoride în 1860 și se recăsătorește în 1864 cu prințul Emanuele Ruspoli de Poggio-Suasa, senator și sinodic al Romei, apropiat al regelui Vitorio Emanuelle al II-lea. În felul acesta, Ecaterina Conachi a pătruns în cele mai elitiste cercuri politice și artistice italiene. S-a implicat chiar în ampla mișcare de unificare a Italiei. În cei șase ani de căsnicie italiană, Cocuța a mai născut cinci copii.
Moare în la 22 februarie 1870 la Genova de malarie.

## Descendenți
Ecaterina Conachi s-a căsătorit prima dată în 1846, în Iași, cu prințul Nicolae Vogoride. Au avut împreună patru copii:
- Emanoil Vogoride-Conachi (n. 10 aprilie 1847, Iași – d. 19 august 1935, Paris)
- Constantin Vogoride-Conachi (n. 1849 – ?)
- Maria Vogoride-Conachi (n. 1851 – d. 1931, Iași)
- Lucia Vogoride-Conachi (n. 26 octombrie 1855, Iași – d. martie 1938, Iași).

În 1864, s-a recăsătorit la Roma cu prințul Emanuele Ruspoli⁠(d), cu care a avut cinci copii:
- Costantino Ruspoli (n .14 ianuarie 1865, Roma – d. 29 aprilie 1889, Roma)
- Eugenio Ruspoli (n. 6 ianuarie 1866, Țigănești – d. 4 decembrie 1893, Somalia)
- Mario Ruspoli (16 octombrie 1867, Țigănești – 16 ianuarie 1963, Florența)[7]
- Caterina Ruspoli (n. 15 noiembrie 1868, Țigănești – d. 12 august 1912, Berna)
- Margherita Ruspoli (n. 7 februarie 1870, Genova – d. 5 iunie 1970).

## Contribuția la Unirea Principatelor
Unioniștii români aveau să aibă parte de o primă conjunctură favorabilă după Războiul Crimeii (1853-1856) în urma căruia țările occidentale voiau să blocheze ascensiunea Rusiei spre sud-estul Europei.
Unirea celor două principate române ar fi fost o stavilă în ambiția de expansiune a colosului de la Răsărit. Puterile Garante - Franța, Anglia, Prusia, Turcia, Austria, Sardinia, Rusia - au decis, la presiunea unioniștilor noștri, să ne hotărâm singuri soarta. Trebuiau totuși consultate masele. 
În 1857 au fost stabilite alegeri pentru Divanurilor Ad-hoc. Primul scrutin a avut loc la 19 iulie 1857. Dar stupoare, rezultatul a fost negativ. „Aceasta pentru că N. Vogoride nu dormea, ba și-a îndeplinit, cu prisosință, misiunea trasată de turci. Totul părea definitiv pierdut. Diplomațiile occidentale își șterseseră de pe agendele lor această solicitare românească. Însă Cocuța Conachi nu se putea împăca cu acest eșec național. Ea fusese crescută în spirit patriotic, iar rudele ei (un exemplu relevant sunt fratele vitreg Costache Negri) și numeroșii prieteni  erau cu toții pentru Unirea Principatelor.  Imediat după ce soțul a fost învestit în funcția de caimacan (locțiitor de domn) și și-a declarat răspicat ura față de unioniști, Cocuța i-a trimis acestuia, la Iași, o scrisoare plină de indignare și de furie, din care se subînțelegea clar că voința de unire a românilor nu poate fi înfrântă. 
Imediat după anunțarea rezultatelor, unioniștii au înaintat către cancelariile occidentale numeroase memorii prin care contestau modul în care s-a desfășurat scrutinul, dar acestea nu au avut niciun ecou. Îngerul bun al românilor a condus-o însă pe Cocuța, într-una din descinderile la Iași, spre seiful caimacanului. Aici a găsit un pachet cu 14 scrisori diplomatice venite de la Înalta Poartă și de la Secretariatul Ambasadei Turciei din Londra
Fără îndoială, scrisorile avea un caracter compromițător și putea atrage sprijinul puterilor europene pentru Unire. Bunăoară, în unele i se făcea cunoscut lui Vogoride că „Poarta dorește ca Luminăția ta să lucreze cu energie contra Unirii, dar să lucreze fără vuiet, și mai ales , să nu arate că primește asemenea instrucțiuni de la Poartă”.
După eșecul scrutinului, nu au întârziat nici felicitările. „Bine ai făcut că n-ai acordat libertatea presei pe care niște moldoveni nesocotiți caută a o întrebuința pentru ca poporul să se pronunțe în favoarea Unirii”, s-ar mai fi specificat într-o epistolă turcească.
Dovezile desprinse din scrisori erau de necontestat. Cocuța a înmânat prada lui C. Negri și lui D. Rallet. Aceștia le-au înmânat ambasadorului Franței la București, iar  el le-a expediat la Bruxelles, la revista „L'Etoile de Danube”, unde au fost imediat publicate.
Ziarele occidentale au luat foc, scrisorile fiind preluate instantaneu în presa pariziană, londoneză, prusacă etc. Diplomații moldoveni s-au năpustit la Paris. Marele prieten al românilor era Napoleon al III-lea. El s-a oferit și de această dată să ajute. Cheia era însă la Istanbul, dar împăratul nu avea acces acolo. A invitat-o pe Regina Victoria a Angliei la o întrevedere. S-au întâlnit la Osborne. Lucrurile erau clare. Dovezile nu puteau fi contestate.
Regina Angliei a intervenit, cu succes la sultan. Acesta a dispus repetarea testului electoral, sub stricta supraveghere a Puterilor Garante. Noul scrutin , desfășurat la 22 septembrie 1857 a fost concludent. Două-trei voturi împotrivă. Rezultatul nu a mai putut fi măsluit. Noii aleși au fost sărbătoriți „cu muzică militară.  Pe ulițe, orașul era luminat ca ziua”. N. Vogoride a luat, după un an, drumul pribegiei. Bătăliile viitoare din 5  și 24 ianuarie 1859 aveau drum liber.